# SV Eintracht Hohkeppel
Der SV Eintracht Hohkeppel (offiziell: Sportverein Eintracht Hohkeppel e. V.) ist ein Sportverein aus dem Lindlarer Ortsteil Hohkeppel im Oberbergischen Kreis.

## Geschichte
Der Verein wurde am 19. März 1966 gegründet und bietet neben Fußball noch Tennis, Tischtennis und Volleyball an. Die Fußballer spielten zunächst jahrzehntelang lediglich auf Kreisebene. Der sportliche Aufschwung begann im Jahre 2010 mit dem Aufstieg in die Kreisliga B, dem vier Jahre später der Aufstieg in die Kreisliga A folgte. Im Jahre 2016 stieg die Eintracht in die Bezirksliga auf. Vier Jahre später gelang dann der Aufstieg in die Landesliga, ehe im Jahre 2022 der Aufstieg in die Mittelrheinliga gelang. In der Saison 2023/24 gelang der sportliche Aufstieg in die Regionalliga West. Der Verein nutzte für seine Regionalliga-Heimspiele das Stadion des 1. FC Düren, die Westkampfbahn. Das eigene Stadion in Lindlar-Köttingen soll für 1,75 Mio. Euro umgebaut werden, um es für die Regionalliga zu ertüchtigen. Eintracht Hohkeppel beendete die erste Regionalliga-Saison der Vereinsgeschichte auf dem 15. Tabellenplatz. Aufgrund des Abstiegs von Borussia Dortmund II aus der 3. Liga und der damit verbundenen erhöhten Anzahl an Absteigern aus der Regionalliga West musste der Verein trotz dieses Tabellenplatzes den direkten Wiederabstieg in die Mittelrheinliga antreten.
Der SV Eintracht Hohkeppel hat fünf Abteilungen, wobei die Fußballabteilung die meisten Mitglieder hat. Die 1. Tennismannschaft spielt in der 2. Bezirksliga. Insgesamt gibt es hier 100 Mitglieder. Die 1. Tischtennismannschaft spielt in der 1. Bezirksliga, die Volleyballmannschaft nimmt nicht am Meisterschaftsspielbetrieb teil. In der Breitensportabteilung werden sportliche Aktivitäten wie Nordic Walking oder Pilates angeboten.

## Fußball

### Kader 2024/25
Stand: 22. April 2025
| Nr.        | Nat.                                | Spieler                | Geburtstag    | im Verein seit | letzter Verein              |
| ---------- | ----------------------------------- | ---------------------- | ------------- | -------------- | --------------------------- |
| Tor        |                                     |                        |               |                |                             |
| 01         | Deutschland                         | Kevin Jackmuth         | 31. Aug. 1994 | 04.07.2023     | Viktoria Arnoldsweiler      |
| 22         | Deutschland                         | Tom Geßner             | 21. Jan. 2001 | 01.01.2024     | SSV Homburg-Nümbrecht       |
| 33         | Niederlande Serbien                 | Lukas van Ingen        | 21. März 2004 | 18.01.2025     | Telstar 1963                |
| Abwehr     |                                     |                        |               |                |                             |
| 02         | Kroatien Deutschland                | Leon Pesch             | 8. Aug. 2003  | 01.07.2024     | FC Wegberg-Beeck            |
| 13         | Deutschland Turkei                  | Firat Tuncer           | 4. Apr. 1993  | 22.07.2023     | 1. FC Kaan-Marienborn       |
| 20         | Japan                               | Sora Yamato            | 18. Juli 2003 | 30.01.2025     | Siegburger SV 04            |
| 24         | Deutschland                         | Pius Krätschmer        | 16. Juni 1997 | 10.10.2024     | vereinslos                  |
| 25         | Deutschland Kosovo                  | Arlind Mimini          | 28. Okt. 2002 | 01.07.2022     | FV Wiehl                    |
| 28         | Deutschland Kosovo                  | Leutrim Alimusaj       | 18. Apr. 2002 | 03.02.2025     | FC Wegberg-Beeck            |
| 34         | Deutschland Bosnien und Herzegowina | Aldin Dervišević       | 14. Juni 2002 | 28.01.2025     | Alemannia Aachen            |
| Mittelfeld |                                     |                        |               |                |                             |
| 06         | Deutschland                         | Dino Bišanović         | 13. März 1990 | 01.07.2023     | TSV Steinbach Haiger        |
| 07         | Marokko Deutschland                 | Ayman Aourir           | 6. Okt. 2004  | 03.01.2025     | Alemannia Aachen            |
| 08         | Deutschland Turkei                  | Cenk Durgun            | 13. Apr. 1992 | 22.01.2023     | 1. FC Düren                 |
| 17         | Deutschland Polen                   | Michael Gardawski      | 25. Sep. 1990 | 18.07.2024     | Ionikos Nikea               |
| 23         | Deutschland                         | Philipp Lambert        | 17. Mai 2005  | 03.02.2025     | SV Sandhausen               |
| 36         | Deutschland                         | Frederic Baum          | 1. Aug. 2000  | 10.01.2025     | Alemannia Aachen            |
| 37         | Deutschland Russland                | Vladislav Fadeev       | 28. Aug. 2003 | 22.10.2024     | 1. FC Köln II               |
| 47         | Vereinigte Staaten Jamaika          | Dominic Duncan         | 11. Okt. 1998 | 16.01.2025     | FC Rot-Weiß Erfurt          |
|            | Kosovo Deutschland                  | Behadil Sabani         | 26. Jan. 2000 | 10.09.2024     | vereinslos                  |
| Angriff    |                                     |                        |               |                |                             |
| 09         | Angola Deutschland                  | José Pierre Vunguidica | 3. Jan. 1990  | 09.01.2024     | vereinslos                  |
| 11         | Deutschland Turkei                  | Deniz Güllü            | 24. Apr. 2006 | 31.01.2025     | SV Bergisch Gladbach 09 U19 |
| 14         | Deutschland Ghana                   | Mike Owusu             | 20. Mai 1995  | 30.07.2023     | 1. FC Düren                 |
| 18         | Deutschland                         | Enzo Wirtz             | 5. Dez. 1995  | 01.07.2023     | 1. FC Kaan-Marienborn       |
| 19         | Frankreich Algerien                 | Mounir Bouziane        | 5. Feb. 1991  | 03.02.2025     | VfB Bodenheim               |
| 27         | Turkei Deutschland                  | Batuhan Özden          | 26. Sep. 2001 | 08.08.2024     | SF Baumberg                 |
| 42         | Deutschland Marokko                 | Amin Bouzraa           | 3. Juli 2002  | 01.07.2024     | VfB 03 Hilden               |

## Erfolge
- Aufstieg in die Regionalliga West: 2024
- Aufstieg in die Fußball-Mittelrheinliga: 2022
- Aufstieg in die Landesliga Mittelrhein: 2020

## Persönlichkeiten
- Kai-David Bösing (2022–2023)
- Tayfun Pektürk (2020–2023)
- Jonas Sela (2014–2019)